# Svenska släktkalendern

Föreningen Svenska släktkalenderns heraldiska vapen.

Svenska släktkalendern är ett genealogiskt uppslagsverk, som sedan 1911 och under mer än hundra år har utkommit med sammanlagt - ett separat register medräknat - trettiotre volymer. Släktkalendern är det största  släkt- och personhistoriska uppslagsverk i Sverige, som presenterar sådana svenska släkter vilka ej tillhör den på Riddarhuset introducerade adeln. Levande personer presenteras såsom i adelskalendern med förfäder och gällande genealogiska samband.
Årlig utgivning angavs som ambition när Svenska släktkalendern 1912 började säljas vid jultiden föregående år. Gång efter annan gjordes det av skilda skäl uppehåll. Under 1940- och 1950-talen utkom sammanlagt endast två kalendrar. Sedan 1962 års släktkalender kom ut och fram till 2020 har det emellertid blivit tjugotvå utgåvor, i snitt något mer än en vart tredje år.      
Ursprungligen presenterades huvudsakligen allmänt kända släkter, ofta med medlemmar som hade gjort sig bemärkta. Urvalet har emellertid under senare år breddats. I första årgången presenterades 301 släkter, hittills har totalt 2 851 släkter fått sina släktartiklar. I många fall förekommer en släkt uppdaterad i flera årgångar - i ett fall i inte mindre än i tjugoåtta.
Initiativtagare och redaktör fram till sin död var postkontrollören och genealogen Gustaf Elgenstierna, som också gav ut Den introducerade svenska adelns ättartavlor och under många år var redaktör för adelskalendern. Efter ett uppehåll under tolv år efter hans död bildades 1961 en redaktionskommitté bestående av kulturhistorikern professor Gösta Berg och de ansedda genealogerna överstarna Curt Kempff och Börje Furtenbach, ordförande i Genealogiska Föreningen och utgivningen kunde fortsätta. Samtidigt inträdde bibliotekarien vid riksdagsbiblioteket filosofie licentiat Torsten Dahl som kalenderns redaktör; han hade tidigare varit redaktör för uppslagsverket Svenska män och kvinnor.  Det första bandet i den nya serien utkom 1962. 
År 1986 gav kalenderns dåvarande redaktör Ullagreta Carlsson ut ett register över i släkterna ingifta personer. Det förtecknar omkring 77 000 namn.
Svenska släktkalendern  har sedan 1961 utgivits av en genealogivetenskaplig redaktionskommitté. Bland tidigare medlemmar däri märks förutom de ovan nämnda t.ex[. krigsarkivarien Bertil Broomé,  stf riksarkivarien Leif Gidlöf, riddarhusgenealogen Pontus Möller och överbibliotekarien Wilhelm Odelberg.  År 1989  tillträdde arkivforskaren Elisabeth Thorsell (född 1945) som redaktör och sedan årgång 2003 är det riddarhusgenealogen fil. kand. Magnus Bäckmark (född 1974) som är kalenderns redaktör. Den utgavs fram till 1984 av Bonniers förlag, därefter - till och med årgång 2007 - var Almqvist & Wiksell International kalenderns förläggare. Numera ges kalendern ut av Föreningen Svenska Släktkalendern (ideell förening).
Några föregångare till Svenska släktkalendern har varit de kända genealogerna Victor Örnbergs Svenska ättartal och Karl K:son Leijonhufvuds Ny svensk släktbok. I dessa kunde även utslocknade släkter och utslocknade grenar av levande släkter presenteras, vilket numera också är möjligt att göra i Svenska släktkalendern.
Utgivarna räknar sedan omkring 2010 in föregångaren Svenska Ättartal i serien av praktiska skäl, och för ett gemensamt register över de släkter som någon gång medverkat. Sammantaget blir det en svit av för närvarande femtio utgåvor, som har utkommit under snart 140 år.